# Homoranthus biflorus
Homoranthus biflorus är en myrtenväxtart som beskrevs av Lyndley Alan Craven och S.R.Jones. Homoranthus biflorus ingår i släktet Homoranthus och familjen myrtenväxter. Inga underarter finns listade i Catalogue of Life.